# Llançament de ganivets

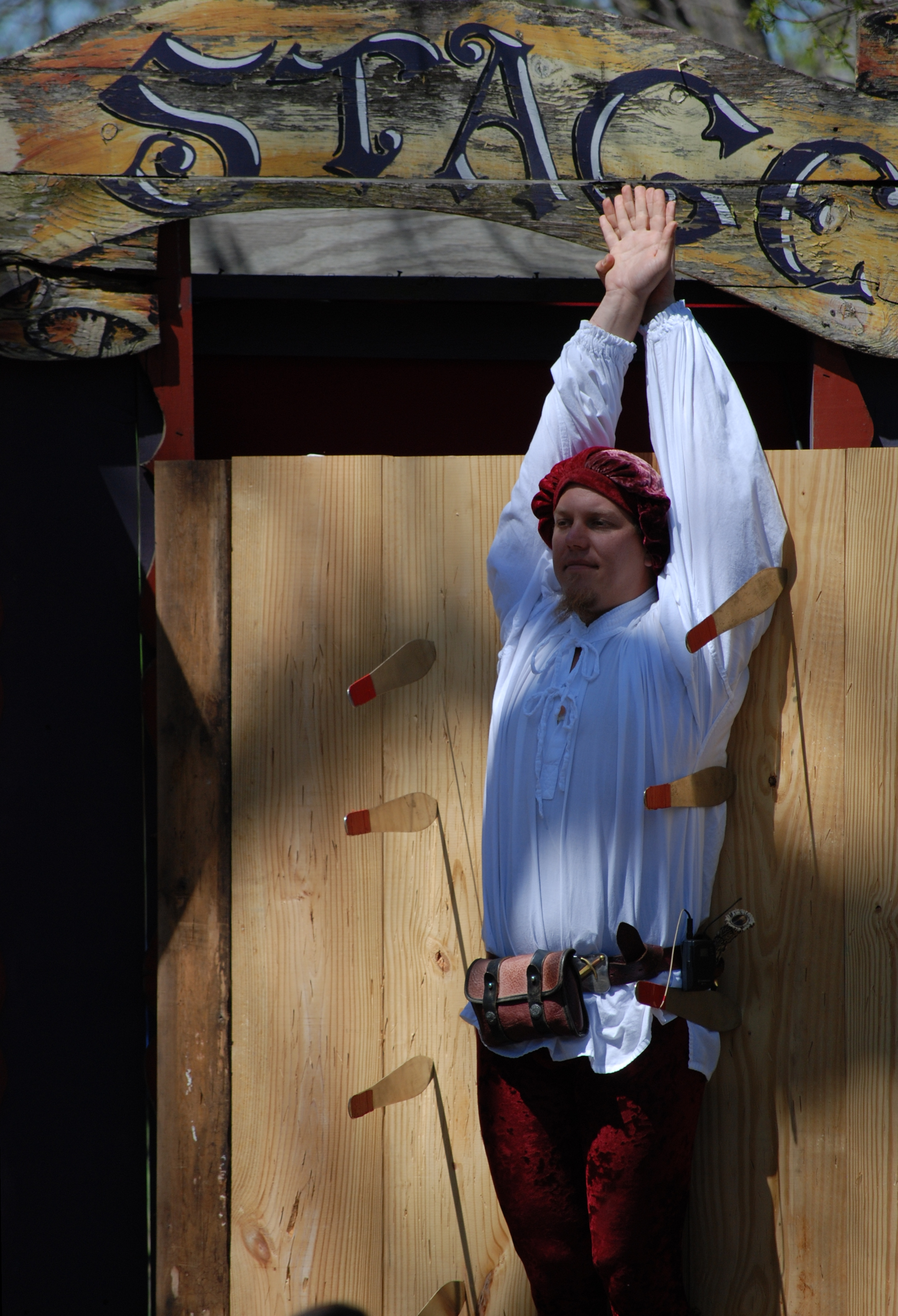
Espectacle de llançament de ganivets

El llançament de ganivets és un art, un esport, una habilitat de combat o una tècnica d'entreteniment, que implica un artista expert en l'art de llançar ganivets, les armes llançades i un objectiu. En algunes representacions escèniques, el llançador de ganivets lliga un assistent a l'objectiu (de vegades conegut com a " noia objectiu ") i llança per perdre'ls.

## Principis bàsics
El llançament de ganivets, ja sigui en una aplicació marcial o esportiva, implica els mateixos principis bàsics de la mecànica. L'objectiu en cada cas és que el punt s'enganxi a l'objectiu amb una força suficient. Perquè això tingui èxit, cal tenir en compte la precisió, la distància, el nombre de rotacions i la col·locació del cos.
Si el llançador utilitza una tècnica de gir, el ganivet girarà durant el vol. Això vol dir que el llançador, suposant que està llançant de la mateixa manera cada vegada, ha d'escollir una distància concreta per a cada tipus de llançament o, més pràcticament, fer ajustaments lleugers a la col·locació del ganivet a la mà o al moviment de llançament. Un altre ajust que es pot fer és la manera de subjectar el ganivet. Si s'agafa per la fulla quan es llança, això fa que giri a la meitat, mentre que si s'agafa pel mànec, això fa un gir complet. Així, si el llançador estima que necessita una volta i mitja perquè la punta toqui l'objectiu, agafaria el ganivet de la fulla quan es llança. Si sent que necessita dues voltes completes perquè arribi primer al punt objectiu, llavors s'agafaria per la nansa.
Amb les tècniques de llançament sense gir molt més complexes, el moviment de llançament es fa el més lineal possible, la rotació del ganivet es ralentitza encara més per un dit índex a la columna durant el llançament. Llançats sense gir, els ganivets no faran cap revolució o només un quart de gir abans d'arribar a l'objectiu (punt primer), però els llançaments sense gir no són tan precisos ni estables en vol com les tècniques de gir. El ganivet no necessita ser afilat per clavar-se; mentre tingui un punt, es clavarà a l'objectiu.

## Esport

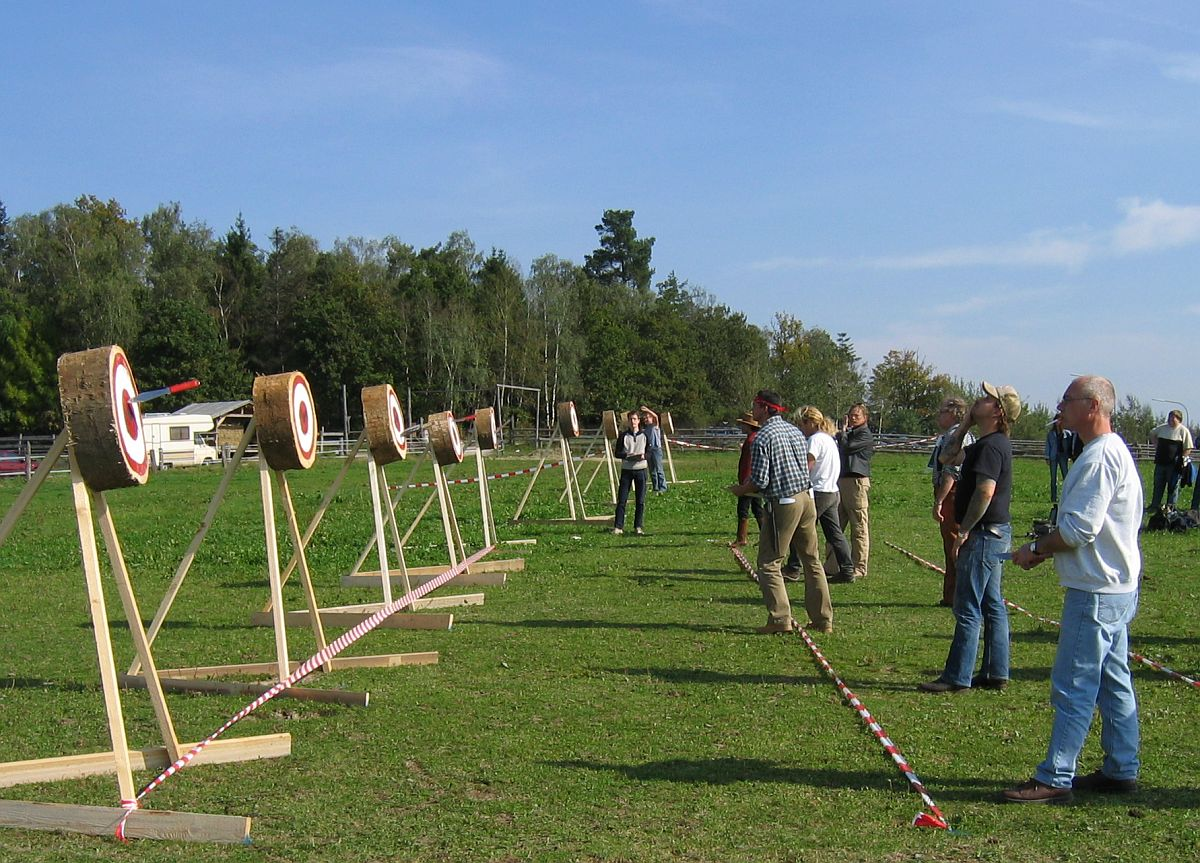
Concurs de llançament de ganivets

Als EUA i en molts països europeus, hi ha comunitats de persones que persegueixen el llançament de ganivets com a esport, semblant al tir amb arc. Per exemple, a Europa existeixen més de 30 maces de llançament de ganivets.
La competició en si consisteix, en la forma més habitual, en una sèrie de llançaments rectes dirigits a un conjunt de dianes estàndard de fusta o en alguns casos d'escuma. De manera similar a un objectiu de tir amb arc, els objectius de llançament de ganivets de competició tenen una diana envoltada per un o més anells. Un ganivet enganxat anota punts. El llançador ha d'estar dempeus almenys a una distància determinada de l'objectiu, amb distàncies més altes per a esdeveniments més desafiants. IKTHOF manté un rànquing dels seus membres en funció del seu rendiment durant aquestes competicions patrocinades. EuroThrowers manté un registre dels rècords mundials, i per a cada campionat publica les puntuacions completes juntament amb els informes de les reunions.

## Història
Com a art escènic, el llançament de ganivets es va popularitzar als Estats Units a finals del segle XIX.
mitjançant actes itinerants com el Barnum & Bailey Circus, però té les seves arrels en les arts marcials i les aplicacions de caça. S'ha incorporat a les disciplines marcials dels japonesos, així com de les tribus africanes i natives americanes. A l'Àfrica Central, s'utilitzaven com a armes de guerra (llençades horitzontalment) així com amb finalitats cerimonials. A l'Europa medieval, Hans Talhoffer (c. 1410-1415 - després de 1482) i Paulus Hector Mair (1517-1579) esmenten el llançament de punyals en els seus tractats sobre combat i armes. Talhoffer especifica un tipus de punyal amb puntes per llançar mentre Mair descriu llançar la daga al pit d'un oponent.

## Representacions
L'òpera Queen of Knives, que es va estrenar a Portland, Oregon, el 7 de maig de 2010, explica la història d'un acte de llançament de ganivets entre germans i germanes enmig de les protestes estudiantils a Birmingham a principis dels anys seixanta.